# The Mechanical Cow
The Mechanical Cow è un film del 1927 diretto da Walt Disney. È un cortometraggio animato, il terzo con protagonista Oswald il coniglio fortunato. Fu distribuito dalla Universal Pictures il 3 ottobre 1927. Fu poi riedito il 4 gennaio 1932 dalla Walter Lantz Productions, con effetti sonori e musiche di James Dietrich, e questa è l'unica versione disponibile ai nostri giorni.

## Trama
Oswald, dopo averla faticosamente buttata giù dal letto, sale sul dorso della sua mucca e corre per il paese vendendo latte. Quando Fanny, la ragazza di Oswald, si avvicina, Oswald cerca di flirtare con lei. Improvvisamente appare un'auto con dei loschi figuri, che rapiscono Fanny. Nel tentativo di salvarla, Oswald insegue l'auto sul dorso della mucca. I malviventi finiscono per cadere in un lago, venendo mangiati da squali e Oswald e Fanny se ne vanno con la mucca.

## Edizioni home video

### DVD
Il cortometraggio è incluso nel DVD Walt Disney Treasures: Le avventure di Oswald il coniglio fortunato. Per l'occasione al film è stata assegnata una nuova colonna sonora scritta da Robert Israel.